# Salvia superba
Salvia superba är en kransblommig växtart som beskrevs av Otto Stapf. Salvia superba ingår i släktet salvior, och familjen kransblommiga växter. Inga underarter finns listade i Catalogue of Life.